# Skolästfiskar

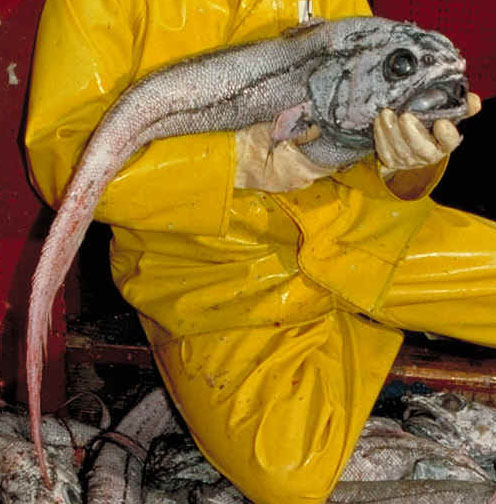
Albatrossia pectoralis

Skolästfiskar (Macrouridae) är en familj i ordningen torskartade fiskar, oftast storvuxna med svart eller brun kropp.  De lever på djupt vatten och hör till de allra vanligaste djuphavsfiskarna.  De kännetecknas av ett stort huvud och en bakåt avsmalnande kropp, som slutar i en lång smal "svans".
Arterna förekommer i djupa delar av alla hav från Arktis till Antarktis. Den andra ryggfenan och analfenan är långa och de blir smalare fram till svansspetsen. Familjens medlemmar har inga äkta taggstrålar i fenorna förutom den främsta strålen i den första ryggfenan som är styv. Endast en art i familjen har en stjärtfena. De största exemplaren blir 80 cm långa.
Det vetenskapliga namnet är bildat av de grekiska orden makros (stor) och oura (svans).

## Släkten inom Macrouridae
- Underfamilj Bathygadinae
  - Släkte Bathygadus
  - Släkte Gadomus
- Underfamilj Macrourinae 
  - Släkte Albatrossia
  - Släkte Asthenomacrurus
  - Släkte Caelorinchus
    - Spiritist C. caelorhincus
    - Brun spiritist C. occa

  - Släkte Cetonurichthys
  - Släkte Cetonurus
  - Släkte Coryphaenoides
    - Skoläst C. rupestris

  - Släkte Cynomacrurus
  - Släkte Echinomacrurus
  - Släkte Haplomacrourus
  - Släkte Hymenocephalus
  - Släkte Hyomacrurus
  - Släkte Kumba
  - Släkte Kuronezumia
  - Släkte Lepidorhynchus
  - Släkte Lucigadus
  - Släkte Macrosmia
  - Släkte Macrourus
    - Långstjärt M. berglax

  - Släkte Malacocephalus
    - Småfjällig skoläst M. laevis

  - Släkte Mataeocephalus
  - Släkte Mesobius
  - Släkte Nezumia
    - Knölnosad skoläst N. aequalis

  - Släkte Odontomacrurus
  - Släkte Paracetonurus
  - Släkte Pseudocetonurus
  - Släkte Pseudonezumia
  - Släkte Sphagemacrurus
  - Släkte Trachonurus
  - Släkte Ventrifossa
- Underfamilj Macrouroidinae
  - Släkte Macrouroides
  - Släkte Squalogadus
- Underfamilj Trachyrincinae
  - Släkte Idiolophorhynchus